# Micromitrium tomentosum
Micromitrium tomentosum là một loài rêu trong họ Orthotrichaceae. Loài này được (Hornsch.) Paris mô tả khoa học đầu tiên năm 1905.